# Benoit Konongo
Benoit Konongo (Kisundi, 1919 - Brazzaville, 2007) was een Congolese beeldhouwer, maker van bustes en academische beelden die kenmerkend zijn voor de Muta Mayola-school.,

## Biografie
Benoit Konongo maakte kennis met de traditionele Teke-beeldhouwkunst via zijn oom Muta Mayola, tegelijkertijd met zijn neef Grégoire Massengo. Vanaf 1940 begon hij met zijn neef Massengo te exposeren in Brazzaville. In 1943 liet architect Roger Erell hem kennismaken met Toegepaste Kunsten. Vanaf 1945 kreeg Konongo opdrachten van de koloniale macht en de geestelijkheid, waaronder de beelden die de basiliek van Sainte-Anne du Congo sieren.
In de jaren vijftig opende hij zijn eigen galerie in het centrum van Brazzaville. De Konongo-galerij werd overgenomen door zijn zoon Bernard Konongo en bestaat nog steeds.

## Belangrijkste tentoonstellingen
- Vierde biënnale van CICIBA van Equatoriaal-Guinea
- Internationale beurs van Sevilla in Spanje
- Havana Biënnale voor Beeldende Kunst in Cuba
- Tentoonstelling van hedendaagse Afrikaanse kunst in Atlanta , Verenigde Staten

## Videografie
- Focus op de Nkewa Joseph-school en de Benoît Konongo-workshop. JTV-CONGO vanaf 04/05/10 [5]
- Congo, ONTDEK DE KOONGO GALERIJ. Afrika 24 november 2018 [6]
- Negen gigantische Congolese hoofden ondertekend door Benoit Konongo. De Muta Mayola-school 8. Documentaire van Jonathan Bougard . 2022. In vivo Prod [7] .